# キーロフ (巡洋艦)
キーロフはソ連海軍の巡洋艦。キーロフ級（26型）。艦名はセルゲイ・キーロフにちなむ。

## 艦歴

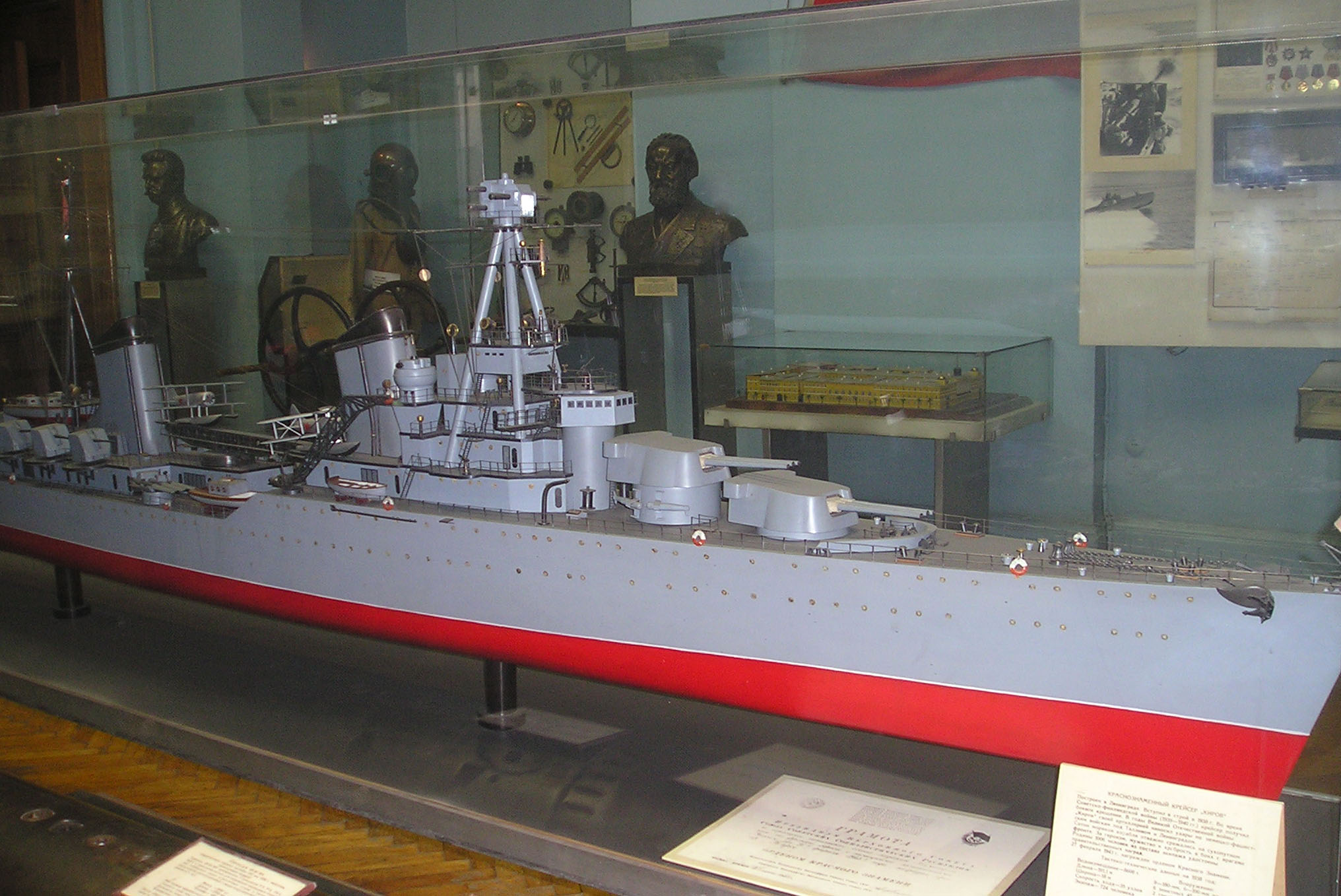
サンクトペテルブルクの中央海軍博物館で展示されるキーロフの模型

レニングラードのバルチック造船所（第189造船所）で建造。1935年10月22日起工。1936年11月30日進水。1938年9月26日に竣工。バルチック艦隊に配属された。しかし、海軍への引き渡し後も不具合が出てニューヨーク国際産業見本市への派遣計画が中止となった。
1939年にソ連とバルト海沿岸諸国との間で相互援助条約が結ばれると、「キーロフ」は10月22日にラトビアのリエパヤに配備された。冬戦争中の11月30日に駆逐艦「Smetlivyi」、「Stremitel'nyi」とともに出撃。ルッサレ島の砲台攻撃を命じられて180mm砲弾35発を発射し、フィンランド側からの砲撃で至近弾を受けて損傷した。以後、冬戦争中はリエパヤにとどまった。
1941年8月下旬、タリン防衛線に参加。"The Soviet Light Cruisers of the Kirov Classによれば、8月25日に15cm砲弾が命中して死者9名、負傷者30名を出す。『ソ連/ロシア巡洋艦建造史』によればドイツ軍による砲撃での被害はなかったが、爆撃によって1発被弾し、また至近弾で死者9名、負傷者30名を出した。一方、「キーロフ」はドイツ軍に対して180mm砲弾235発を発射した。
続いて「キーロフ」はレニングラード防衛戦に参加した。「キーロフ」は9月の空襲で命中弾2発（ひとつは不発）と多数の至近弾を受け、死者3名負傷者12名を出し、1942年4月4-5日の空襲では爆弾1発が命中、同月24日には爆弾3発と15cm砲弾1発を受けて死者86名負傷者46名を出した。その後、レニングラードの第189造船所で修理および改装工事を受ける。
1943年2月、赤旗勲章を授与された。
1944年6月、フィンランドのマンネルハイム線を砲撃。
1945年10月17日、「キーロフ」はクロンシュタット近海で触雷し、大損害を受けた。1946年12月20日に修理は完了した。
1949年11月から1953年4月にかけ近代化改装を実施。
1958年4月29日に予備役となり、1960年9月にはレニングラードへと移って練習巡洋艦に類別される。または、1960年8月2日に練習巡洋艦に類別変更。
1968年のセベル演習では旗艦を務め、1970年にはオケアン演習に参加した。1974年2月22日に除籍され、その後解体された。
180mm砲塔2基がレニングラードで保存されている。

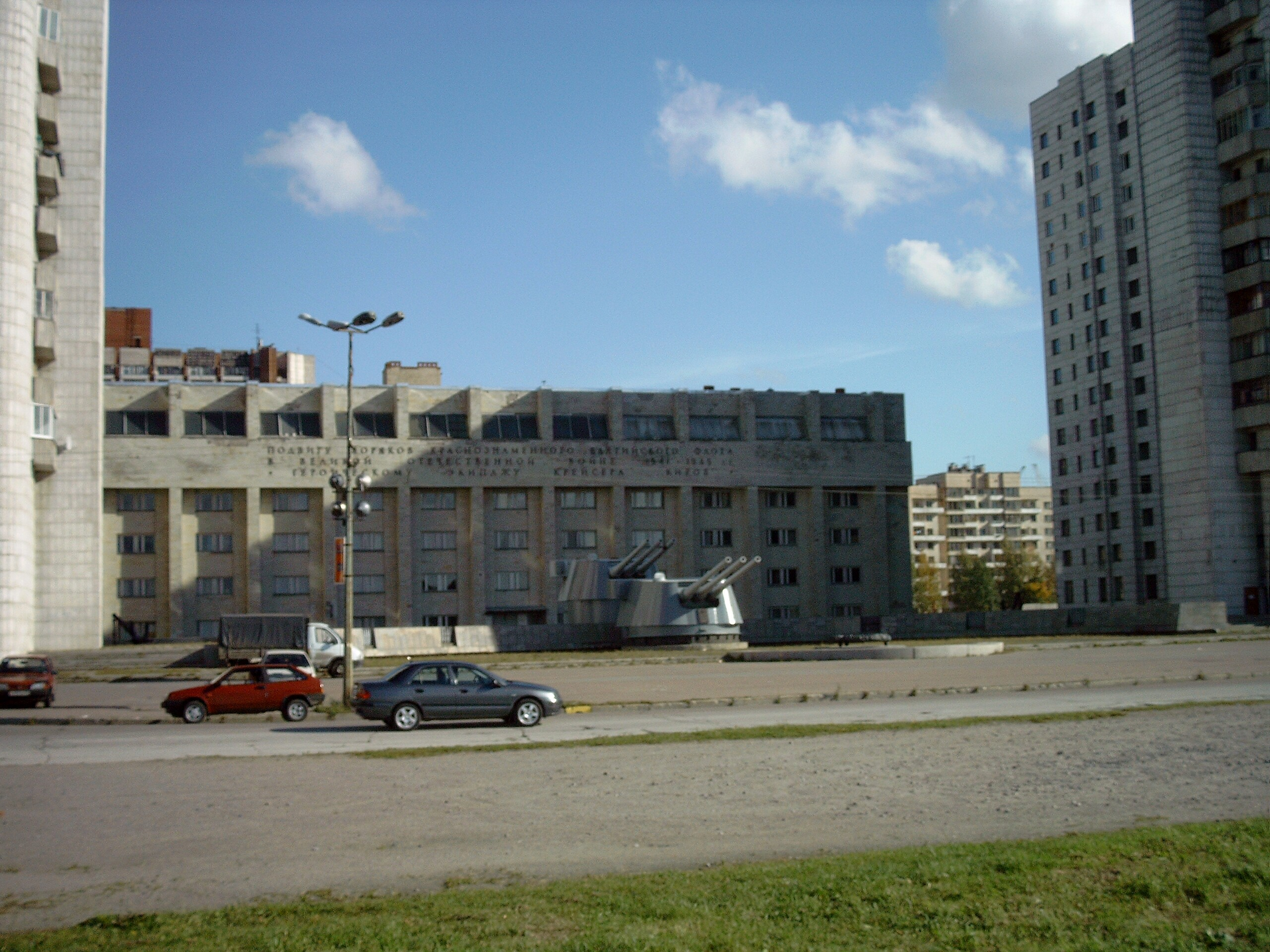
キーロフ記念碑とその周辺
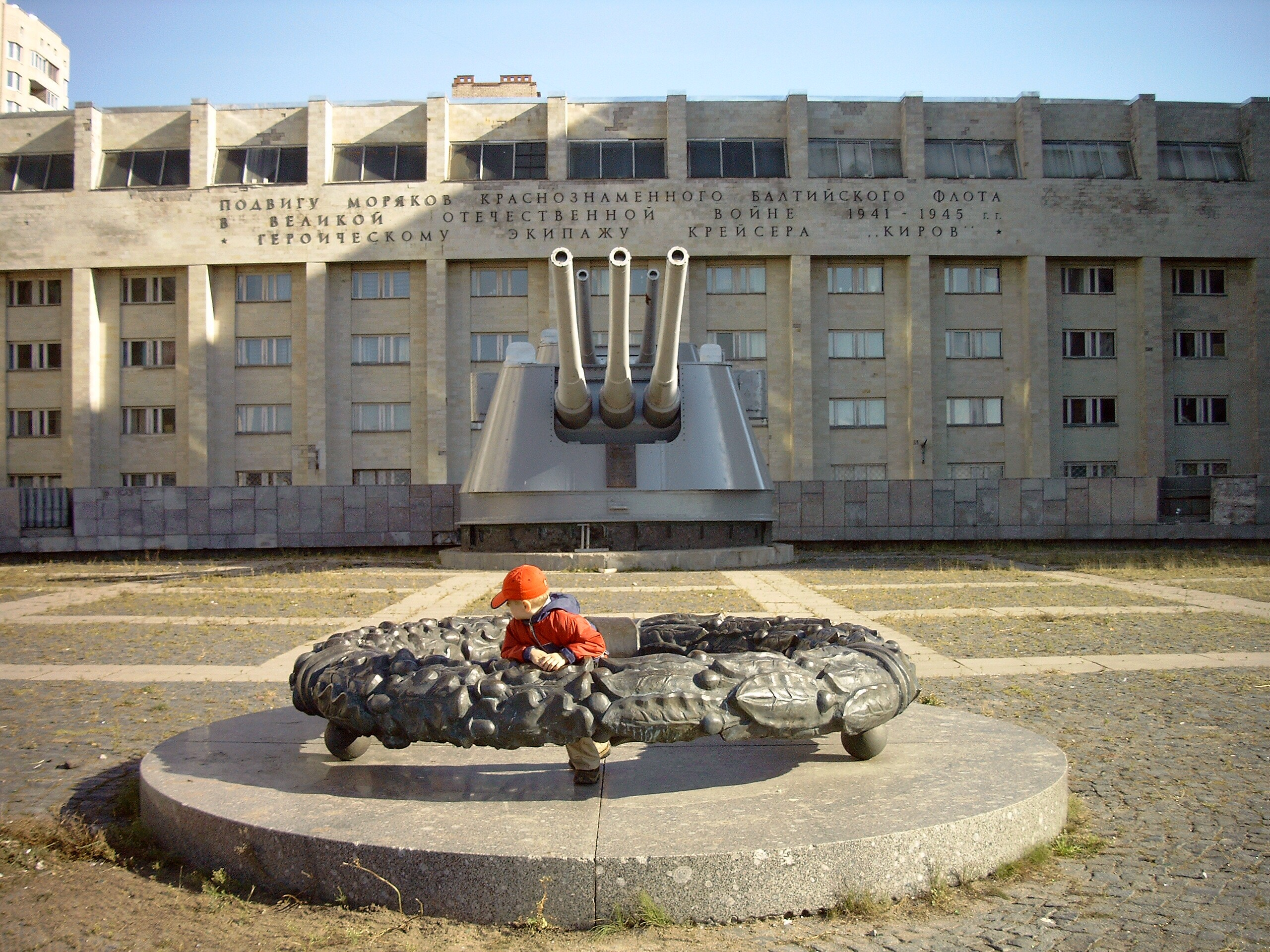
キーロフ記念碑
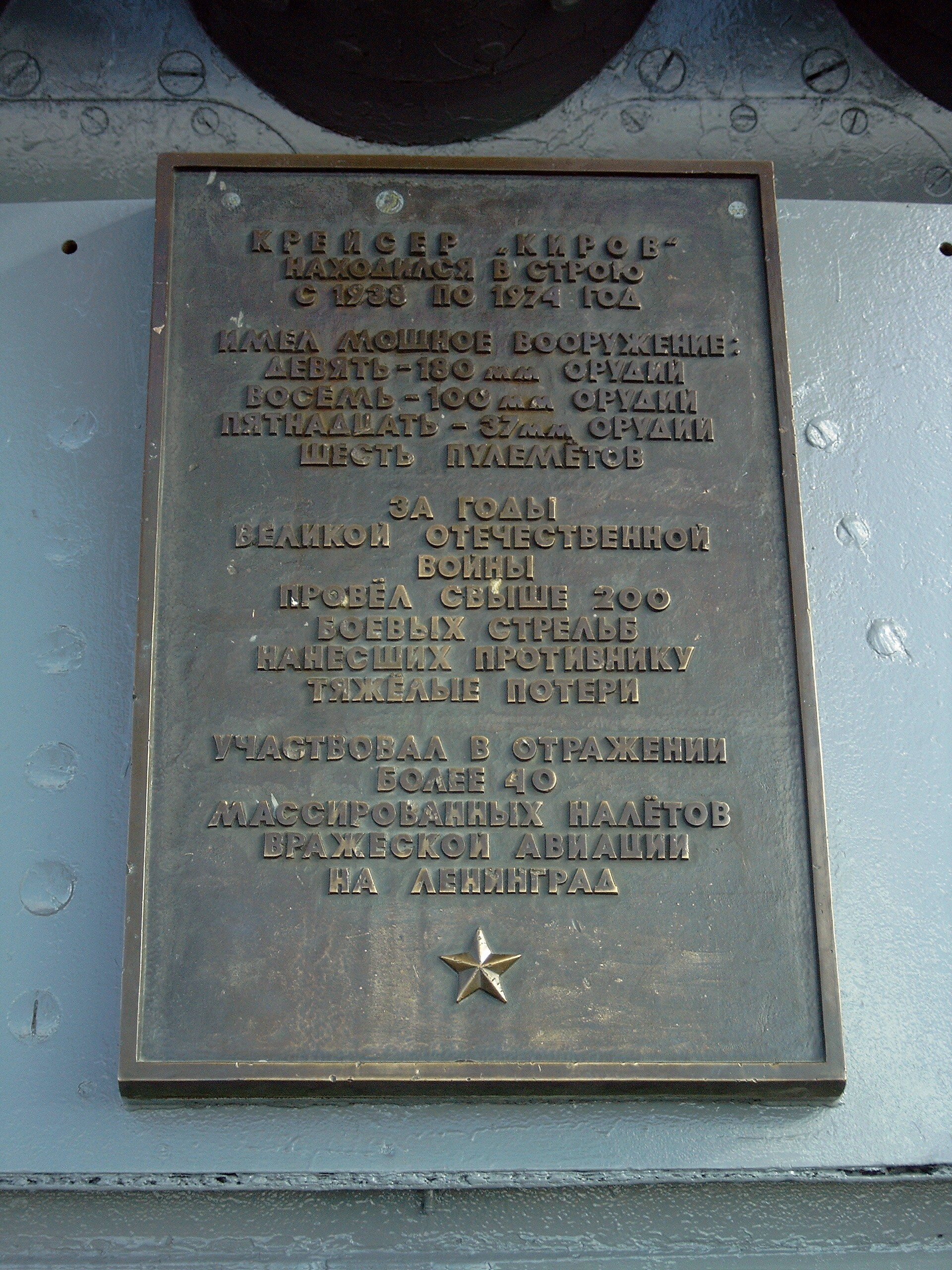
キーロフの記念プレート
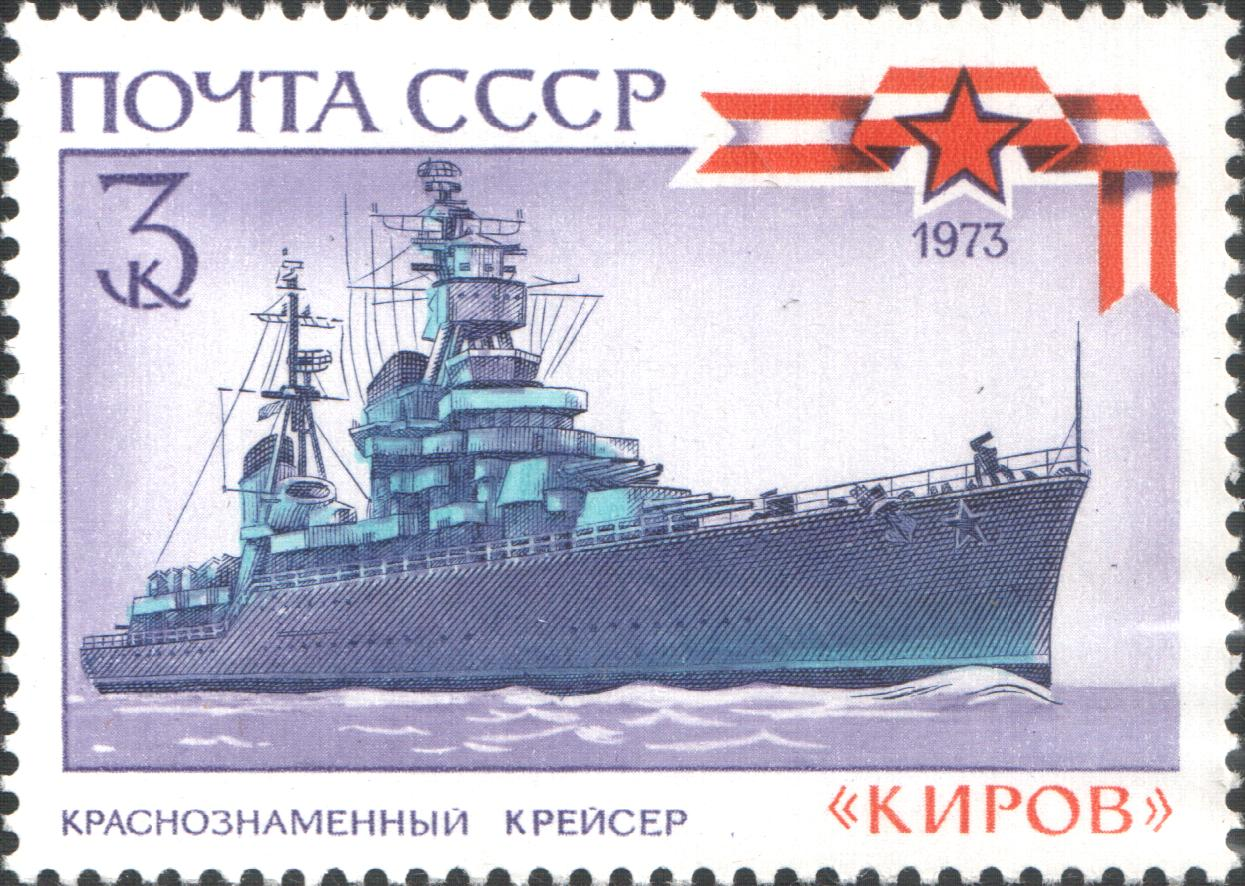
1973年のキーロフが描かれたソ連の切手